# 勞倫斯維爾 (阿拉巴馬州)
勞倫斯維爾（英語：Lawrenceville）是一個位於美國阿拉巴馬州亨利縣的非建制地區。該地的面積和人口皆未知。

## 地理
勞倫斯維爾的座標為31°39′28″N 85°16′09″W / 31.65777°N 85.26916°W，而該地的平均海拔高度為161米（即528英尺）。